# Freemuse
Freemuse ist eine internationale Nichtregierungsorganisation mit Sitz in Kopenhagen, die sich für Kunstfreiheit in aller Welt einsetzt.

## Gründungsgeschichte
Freemuse wurde 1998 auf der World Conference on Music and Censorship in Kopenhagen gegründet, um weltweit gegen spezifische Menschenrechtsverletzungen an Musikern und Komponisten  vorzugehen. Als Arbeitsgrundlage sieht die Organisation die Allgemeine Erklärung der Menschenrechte der Vereinten Nationen und betrachtet die Möglichkeit, sich durch Musik frei auszudrücken, als fundamentales Menschenrecht. 2011 erweiterte die Organisation ihren ursprünglich auf Musik beschränkten Tätigkeitsbereich auf alle Formen des künstlerischen Ausdrucks.

## Arbeitsweise
Die Arbeitsschwerpunkte von Freemuse sind die Dokumentation von Zensur und Verfolgung und Übergriffen gegen Künstlerinnen und Künstler, das Informieren anderer Menschenrechtsorganisationen und der Öffentlichkeit, die weltweite Vernetzung verfolgter Kunstschaffender und deren Unterstützung z. B. bei Verhaftungen oder in Gerichtsprozessen.
Mit der Veranstaltung des jährlichen Music Freedom Day und der Freemuse World Conference über Zensur in der Musik, die zweimal in Kopenhagen und einmal in Istanbul stattfand, erlangte Freemuse weltweite Aufmerksamkeit.

### Freemuse Award
Seit 2008 vergibt der Verein den von der Björn Afzelius International Culture Foundation gesponserten Freemuse Award an Menschen, die sich in herausragender Weise für das musikalische Meinungsfreiheit einsetzen. 2008 wurde er dem ivorischen Reggae-Musiker Tiken Jah Fakoly verliehen, der wegen seines politischen Engagements aus seinem Heimatland vertrieben wurde. 2009 erhielt ihn der bekannte US-amerikanische Sänger Pete Seeger, 2010 die iranische Sängerin Mahsa Vahdat, die im Iran nur unter strengen Auflagen auftreten darf, und der türkisch-kurdische Musiker Ferhat Tunç, der aufgrund seines Engagements für die Rechte der Kurden in der Türkei mehrmals wegen angeblichen Verdachts auf Terrorismus verhaftet wurde und von Freemuse schon seit mehreren Jahren unterstützt wird. 2011 wurde der ägyptische Sänger Ramy Essam ausgezeichnet, dessen Lied Irhal als Hymne der Revolution in Ägypten 2011 bekannt wurde. 2013 erhielt den Freemuse Award erstmals keine Person oder Gruppe, sondern das Festival au Désert, ein Musikfestival in Mali, das die Musikkultur der Region pflegt und Bedrohungen durch Terrorismus ausgesetzt ist.

## Auszeichnungen
2003 wurde Freemuse auf der Fachmesse World Music Expo für ihren Einsatz gegen die Zensur von Musik mit dem WOMEX Award ausgezeichnet. 2009 verlieh der Internationale Musikrat der UNESCO Freemuse den IMC Musical Rights Award.
2014 erhielt Freemuse den Award of Distinction des Prix Ars Electronica.

## Veröffentlichungen
Freemuse gibt in unregelmäßigen Abständen Berichte über verschiedene Aspekte der musikalischen Zensur heraus, die in Buchform erscheinen, aber auch von der Website der Organisation kostenlos heruntergeladen werden können.
Im Mai 2010 veröffentlichte Freemuse den Weltmusik-Sampler Listen to the Banned mit Liedern von Künstlerinnen und Künstlern, die in ihren Herkunftsländern Opfer von Zensur oder Verfolgung waren.